# Homoserina
L'homoserina (també anomenada isotreonina) és un aminoàcid de tipus α. La seva fórmula química és: HO₂CCH(NH₂)CH₂CH₂OH. Aquest α-aminoàcid no està codificat pel DNA. A més, té un paper molt important en la formació de proteïnes, ja que és un intermediari de les reaccions de biosíntesi de tres aminoàcids essencials: l'isoleucina, la metionina i la treonina.

## Estructura

Estructura de la L-homoserina

Segons la seva posició a l'espai, els aminoàcids (excepte la glicina) poden adoptar dues formes isomèriques: L (levògires) i D (dextrògires). Aquest fet és possible gràcies a la possibilitat que tenen els aminoàcids de formar dos enantiòmers al voltant de l'atom de carboni central (carboni-α), al què hi ha unit el grup carboxil (-COOH) i la cadena lateral diferent en cada aminoàcid. Tenint en compte això, els L-aminoàcids són els que, llegint-los d'esquerra a dreta, el grup carboxil està a la dreta, per tant, els D-aminoàcids el tenen a l'esquerra. Les diferències funcionals entre aquests dos grups són bàsicament que les cèl·lules només són capaces de sintetitzar proteïnes amb la forma levògira. Aquest fenomen el va descobrir Louis Pasteur el 1843 estudiant l'activitat òptica de diferents àcids. Amb aquest experiment es va adonar que en fer arribar llum a un tipus d'aminoàcids, aquesta es polaritzava a l'esquerra (levògira), mentre que a un altre tipus d'aminoàcids, a la dreta (dextrògira). Avui en dia, gràcies als raigs X se sap que aquestes dues conformacions possibles són imatges simètriques una de l'altra a nivell molecular. En la imatge es pot veure com aquesta homoserina és de la forma L, per tant, podrà ser utilitzada per la cèl·lula.
L'homoserina i la serina són aminoàcids homòelgs, el que signifa que es diferencien entre ells per una unitat repetitiva, en aquest cas, l'homoserina té un grup -CH₂ més que la serina.

## Biosíntesi

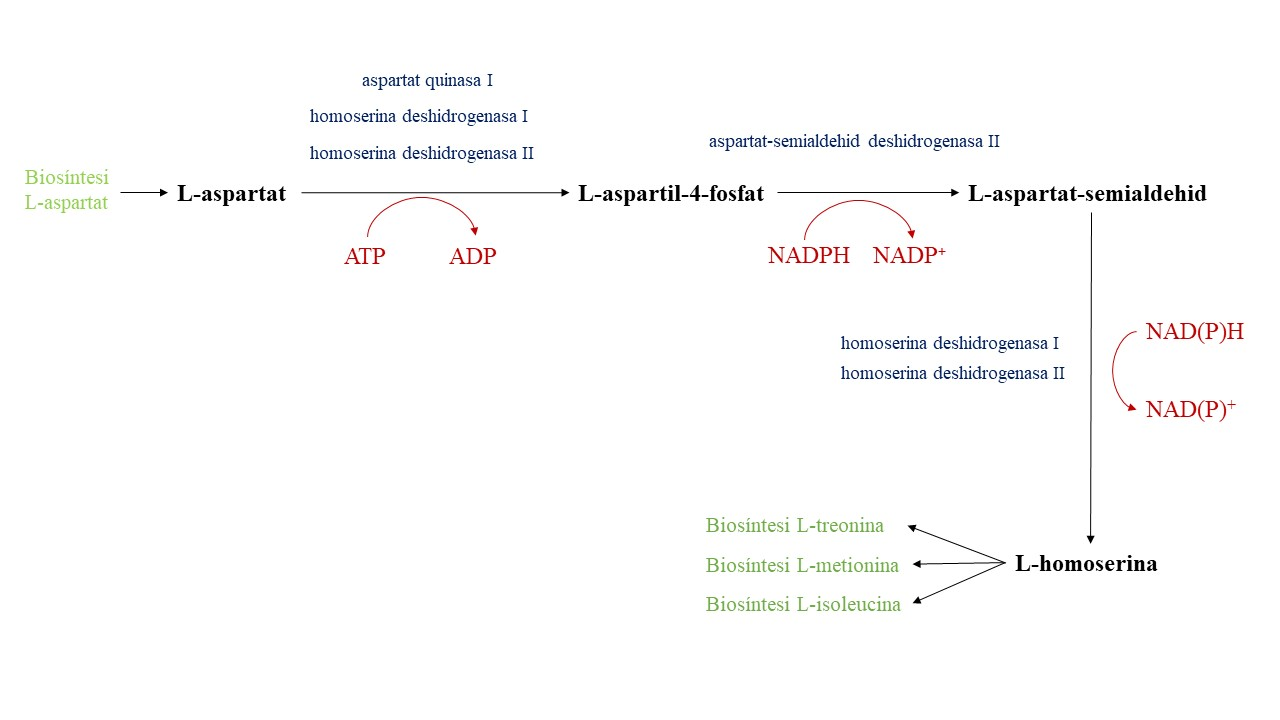
Biosíntesi de L-homoserina

El procés de formació de la L-homoserina es duu a terme a través de tres fases. El procés comença amb un aspartat de la forma L ja sintetitzat. Els enzims aspartat cinasa I, homoserina deshidrogenasa I i homoserina deshidrogenasa II catalitzen la reacció de formació de L-aspartat-4-fosfat a partir de l'aspartat que ja es tenia. Aquesta reacció consumeix energia, exactament, una molècula d'ATP. Aquesta última molècula que s'ha sintetitzat es transforma en L-aspartat-semialdehid, mentre el NADPH s'oxida a NADP+, procés catalitzat per aspartat-semialdehid deshidrogenasa II. A continuació, gràcies a l'ajuda dels dos enzims homoserina deshidrogenasa I i homoserina deshidrogenasa II ja es forma l'últim producte, que és la L-homoserina, també amb la reducció del cofactor NADPH a NADPH+. Així doncs, un cop ja s'ha sintetitzat una molècula de L-homoserina, aquesta durà a terme diferents funcions.

## Funcions
La lisina (Lys), metionina (Met), treonina (Thr) i isoleucina (Ile) formen part dels aminoàcids essencials que s'obtenen a partir de l'aspartat (Asp). A part, precisament la metionina, treonina i isoleucina es formen a partir d'homoserina. Per tant, es pot dir que la funció que realitza l'homoserina a les cèl·lules és fer d'intermediari de les reaccions de biosíntesi d'aquests aminoàcids.

### Biosíntesi de lisina
La biosíntesi de la lisina pot seguir dues rutes diferents: concretament la vida de l'àcid diamino-pimelínic o la via de l'àcid aminoadipínic. Tant les rutes anabòliques com catabòliques de la lisina són molt complexes. La síntesi comença amb un del productes formats en la cadena de reacció de formació de L-homoserina: β-aspartat-semialdehid. Aquest reacciona amb àcid pirúvic i formen dihidropicolinat, reacció catalitzada per l'enzim dihidropicolinat sintasa. A partir d'aquest punt, es duen a terme unes reaccions en 7 passos que arribaran finalment a l'obtenció de lisina.

### Biosíntesi de metionina

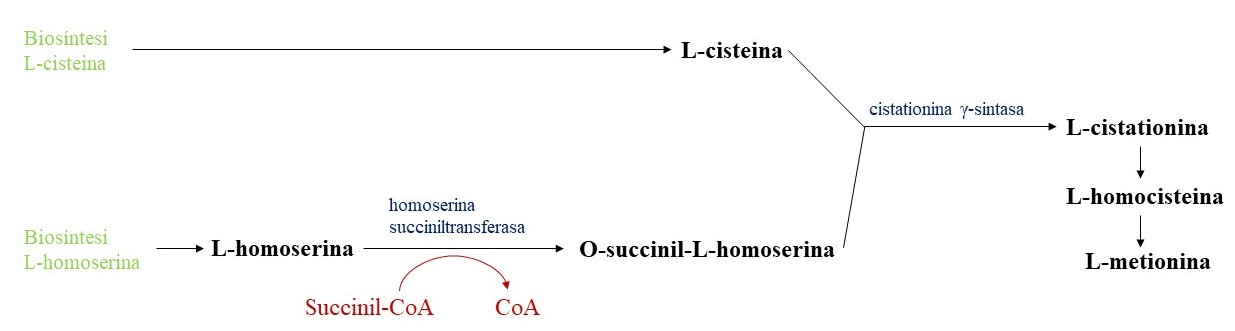
Biosíntesi de L-metionina a partir de L-homoserina

La biosíntesi de metionina comença directament amb homoserina, que mitjançant la succinilació d'un grup hidroxil (-OH) des de l'homoserina, reacciona amb succinil-CoA, reacció catalitzada per homoserina succiniltransferasa, que donen lloc a O-succinil-L-homoserina. Aquest compost, juntament amb L-cisteina (Cys) formen L-cistationina per acció de l'enzim cistationina γ-sintasa. A continuació s'elimina NH₃ i piruvat, cosa que origina L-homocisteina. Quan s'incorpora un grup metil (-CH₃), que el cedeix N⁵-metiltetrahidrofolat, es forma finalment la metionina, gràcies a l'enzim metionina sintasa. Aquesta metionina, a continuació, una de les coses que durà a terme és la inhibició de la síntesi d'aspartat cinasa II i homoserina deshidrogenasa II. A més, també inhibeix al·lostèricament l'homoserina succiniltransferasa.
Es pot dir que l'homoserina té un paper molt important en el nostre cos, ja que, en cas de dèficit, conseqüentment també hi haurà un dèficit de metionina, el que pot provocar certs trastorns, com per exemple:
- Major propensió a tenir infeccions.
- Major propensió a l'acumulació de colesterol a vasos sanguinis.
- Major propensió a patir anèmia.
- Major propensió a patir esquizofrènia
- Major propensió a patir febre reumàtica infantil.
- Major predisposició a l'acumulació de radicals lliures.

### Biosíntesi de treonina

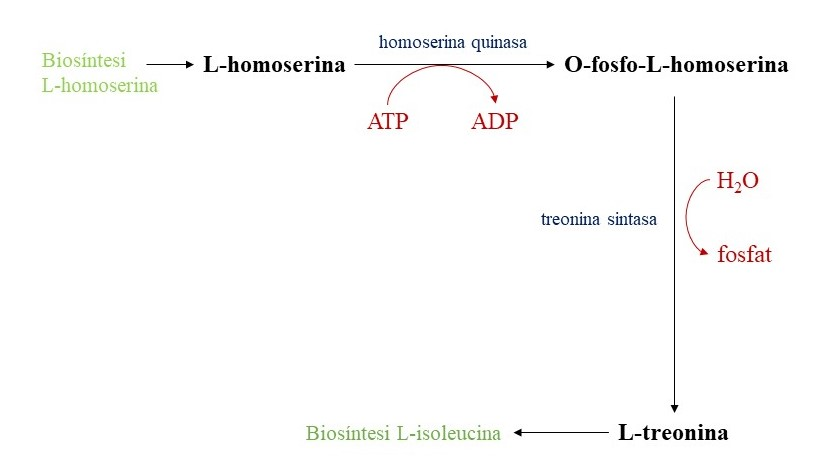
Biosíntesi de L-treonina a partir de L-homoserina

La via de síntesi de treonina a partir d'homoserina és una via de dos passos que converteix l'homoserina en treonina per mitjà d'un intermediari fosforilat. El procés comença quan un grup hidroxil (-OH) de l'homoserina es fosforila gràcies a la reacció de reducció de l'ATP a ADP, reacció catalitzada per l'enzim homoserina cinasa. D'aquesta manera, es forma O-fosfo-L-homoserina. A continuació s'elimina la resta de grup fosfat, gràcies a l'enzim treonina sintasa, i s'hidrata esteroespecíficament el doble enllaç resultant, originant així el β-hidroxiaminoàcid treonina, que, de la mateixa manera, és el producte de partida de la isoleucina.
Es pot dir que l'homoserina té un paper molt important en el nostre cos, ja que, en cas de dèficit, conseqüentment també hi haurà un dèficit de treonina, el que pot provocar certs trastorns, com per exemple:
- Mala absorció de nutrients
- Major predisposició a patir fetge gras
- Major predisposició a patir infeccions intestinals.

### Biosíntesi d'isoleucina

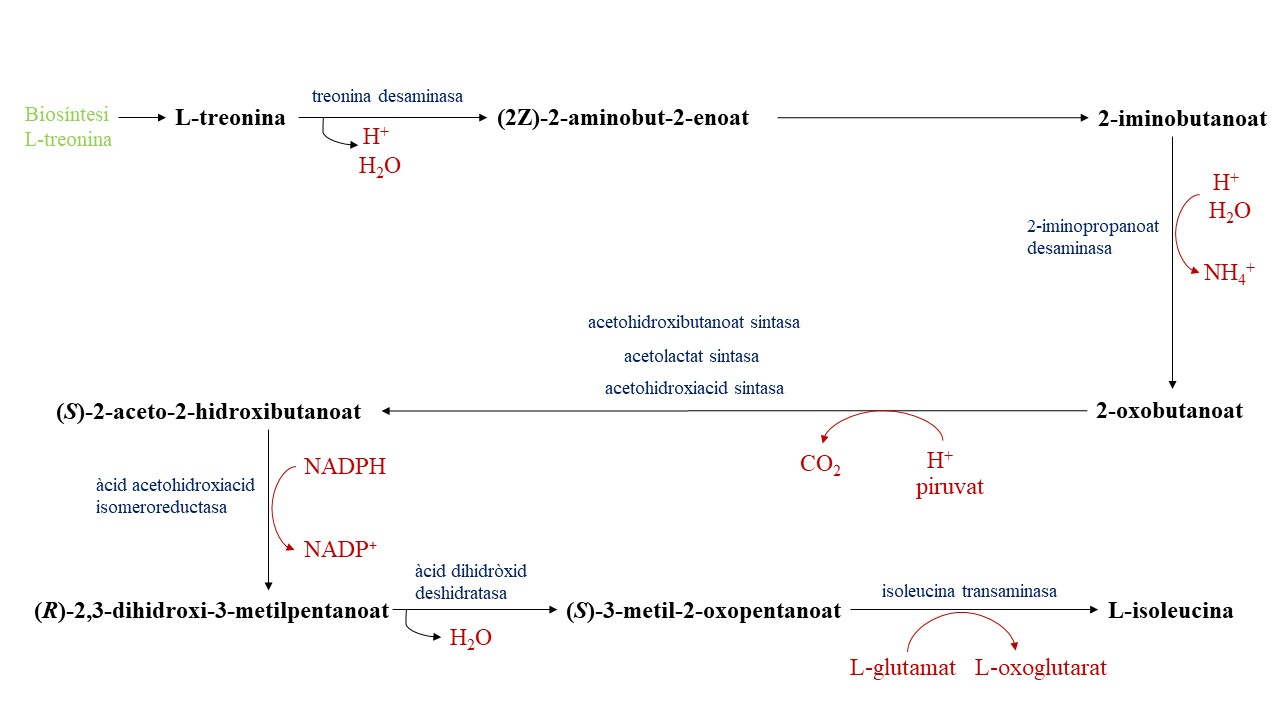
Biosíntesi de L-isoleucina a partir de L-treonina

A partir de treonina, per tant, també a partir d'homoserina i aspartat, es pot sintetitzar isoleucina. La via de biosíntesi de L-isoleucina a partir de L-treonina és una ruta de 7 passos, quatre dels quals els comparteix amb la via de síntesi de L-valina. A partir d'aquestes vies entrellaçades no només se sintetitzen isoleucina i valina, sinó que també es pot sintetitzar L-leucina. El primer pas, un cop ja s'ha sintetitzat treonina, és convertir-la en (2Z)-2-aminobut-2-enoat, reacció catalitzada per l'enzim treonina desaminasa. A continuació, espontàniament, es produeix una reacció que dona com a producte 2-iminobutanoat. El 3r pas consisteix en la formació de 2-oxobutanoat gràcies a l'enzim 2-iminopropanoat desaminasa, reacció que converteix protons (H+) i aigua (H₂O) en ió amoni (NH₄+). En el següent pas 2-oxobutanoat es converteix en (S)-2-aceto-2-hidroxibutanoat, reacció catalitzada per tres enzims: acetohidroxibutanoat sintasa, acetolactat sintasa i acetohidroxiacid sintasa. Seguidament, gràcies a l'oxidació de NADPH a NADP+ i l'acció de l'enzim àcid acetohidroxiacid isomeroreductasa, s'obté (R)-2,3-dihidroxi-3-metilpentanoat, que, amb l'enzim àcid dihidròxid deshidratasa es convertirà en (S)-3-metil-2-oxopentanoat, que, finalment, acabarà convertint-se en L-isoleucina mitjançant l'enzim isoleucina transaminasa i la conversió de L-glutamat a 2-oxoglutarat.
Es pot dir que l'homoserina té un paper molt important en el nostre cos, ja que, en cas de dèficit, conseqüentment també hi haurà un dèficit de isoleucina, el que pot provocar certs trastorns, com per exemple:
- Fatiga
- Alteracions en la massa muscular
- Pitjor cicatrització de ferides i traumatismes
- Marejos
- Alteracions de la conducta
- Depressió
- Mal de cap
- Major predisposició a patir lesions en el fetge
- Irritabilitat
- Alteracions de la glucosa